# زرآوند دراز
زرآوند دراز، (به انگلیسی: Aristolochia) و گل تولد گیاهی است از خانواده Aristolochiaceae نام علمی دو گونه دارویی آن که در بازار دارویی هند و ایران به نام زرآوند عرضه می‌شود یکی زرآوند دراز لونگا ال و دیگری زرآوند دراز روتوندا ال است. در کتب طب سنتی با نامهای «زرآوند» و «زریوند» آمده‌است.

## مشخصات
زرآوند یک گیاه علفی با ساقه زیرزمینی چندساله و پایا است. ساقه هوایی آن به بلندی ۴۰–۳۰ سانتی‌متر است و در محل اتصال برگها زاویه منفرجه ای دارد. این گیاه دارای برگهای کامل، متناوب، قلبی و نوک تیز است. برگهای زرآوند گرد بی دندانه و زبر و در برگهای زرآوند دراز با دندانه و دمبرگ است. در این گیاه گلها که از فاصله بین برگ و ساقه خارج شده و دارای رنگ ارغوانی یا صورتی بوده و بوی نامطبوعی دارند. ساقه زیرزمینی یا بیخ آن کلفت و به ضخامت حدود یک انگشت کلفت و با رنگ ظاهری تیره مایل به سرخی با طعمی کمی تلخ است. مرغوبترین آن بیخی است که به رنگ زعفرانی و ضخیم باشد و کهنه تر از دو سال نباشد.
گونه‌هایی از این گیاه که در ایران می‌رویند و خواص دارویی آنها باید مطالعه شود عبارت اند از:
گونه A. olivieri Coll در غرب ایران در قصر شیرین، کوه الوند همدان، بین اشترانکوه و کوه ساس، کوه چهارخاتون، کوه رازوند و عباس‌آباد همدان می‌روید.
گونه A. maurorum L اطراف تهران، کرج، ونک، اوین، شمیرانات و در آذربایجان می‌روید
و گونه A. iberica Fisch، در مناطق شمال بین درختان زیتون رودبار می‌روید.

## ترکیبات شیمیایی
از نظر ترکیبات شیمیایی در نوع هندی آن یعنی گونه(A. indica) که مورد تجزیه و مطالعه قرار گرفته مواد زیر یافت می‌شود:
ریشه گیاه دارای یک ماده متبلور احتمالاً یک گلوکوزید و یک ماده عامل تلخ با طبیعت گلوکوزیدی به نام ایزو آریستولو چیک اسید و ماده آلانتوان و در حدود ۰٫۰۵ درصد آلکالوئید آریستولو چین و اسانس روغنی فرار شامل ترکیبات کاربونیل و مقدار خیلی کمی روغن با بوی ایزو و انیلین که در حدود ۵۲/ ۰ درصد ریشه را تشکیل می‌دهد، می‌باشد

## خواص
از نظر طبیعت گرم و خشک، و از نظر خواص تریاق سموم نباتی و حیوانی بشمار می‌رود.